# ワシントン郡 (ロードアイランド州)
座標: 北緯41度23分 西経71度37分 / 北緯41.39度 西経71.62度
ワシントン郡（英: Washington County）は、アメリカ合衆国ロードアイランド州の南東部に位置する郡である。ワシントン郡は北部でケント郡及び西部でコネティカット州ニューロンドン郡と接している。人口は12万9839人（2020年） 。郡庁所在地は、サウスキングスタウンである。
1729年の設立以来、1781年までキングス郡と呼ばれていたが、独立に伴い現在の名前に改められた。州内では、最も南にあることからサウス郡と呼ばれることが多い。

## 地理
アメリカ合衆国統計局によると、この郡は総面積1,458 km2 (563 mi2) である。このうち862 km2 (333 mi2) が陸地で596 km2 (230 mi2) が水地域である。総面積の40.87%が水地域となっている。

### 隣接する郡
- ケント郡（北）
- ニューポート郡（東）
- ニューロンドン郡 (コネチカット州)（西）

## 人口動勢
2000年現在の国勢調査で、この郡は人口123,546人、46,907世帯、及び32,037家族が暮らしている。人口密度は143/km2 (371/mi2) である。66/km2 (171/mi2) の平均的な密度に56,816軒の住宅が建っている。この郡の人種的な構成は白人94.82%、アフリカン・アメリカン0.92%、先住民0.93%、アジア1.50%、太平洋諸島系0.02%、その他の人種0.46%、及び混血1.35%である。ここの人口の1.44%はヒスパニックまたはラテン系である。
46,907世帯のうち、31.80%が18歳未満の子供と一緒に生活しており、55.50%は夫婦で生活している。9.40%は未婚の女性が世帯主であり、31.70%は家族以外の住人と同居している。24.10%は独身の居住者が住んでおり、9.20%は65歳以上で独居である。1世帯の平均人数は2.52人であり、家庭の場合は、3.01人である。
この郡内の住民は23.40%が18歳未満の未成年、18歳以上24歳以下が11.20%、25歳以上44歳以下が28.30%、45歳以上64歳以下が24.40%、及び65歳以上が12.80%にわたっている。中央値年齢は37歳である。女性100人ごとに対して男性は94.20人である。18歳以上の女性100人ごとに対して男性は91.30人である。
この郡内の世帯ごとの平均的な収入は53,103米ドルであり、家族ごとの平均的な収入は64,112米ドルである。男性は43,956米ドルに対して女性は30,659米ドルの平均的な収入がある。この郡の一人当たりの収入 (per capita income) は25,530米ドルである。人口の7.30%及び家族の4.20%は貧困線以下である。全人口のうち18歳未満の7.40%及び65歳以上の5.60%は貧困線以下の生活を送っている。

## 市町村
村は統計上の市域であるが、市や町に行政上は属している。
- チャールズタウン
- エクセター
- ホプキントン
  - アッシャウェイ (Ashaway) - 村
  - ホープバレー (Hope Valley) - 村
- ナラガンセット
  - ナラガンセットピア (Narragansett Pier) - 村
- ニューショアハム
- ノースキングスタウン
- リッチモンド
- サウスキングスタウン（郡庁所在地） 
  - キングストン (Kingston) - 村
  - ピースデール (Peacedale) - 村
  - ウェイクフィールド (Wakefield) - 村
- ウェスタリー
  - ブラッドフォード (Bradford) - 村